# Списък на побратимени градове на Словакия
Това е списък на побратимените градове на градовете в Словакия.

## Братислава
- Александрия, Египет
- Бремен, Германия
- Виена, Австрия
- Ереван, Армения
- Киев, Украйна
- Кливланд, САЩ
- Краков, Полша
- Любляна, Словения
- Перуджа, Италия
- Прага, Чехия
- Ротердам, Холандия
- Бургас, България
- Саратов, Русия
- Секешфехервар, Унгария
- София, България
- Турку, Финландия)
- Улм, Германия

### Кошице[1]
- Будапеща, Унгария, от 1997
- Бурса, Турция, от 2000
- Верона, Италия, от 1992
- Високе Татри, Словакия, от 2006
- Вупертал, Германия, от 1980
- Котбус, Германия, от 1992
- Мишколц, Унгария, от 1997
- Ниш, Сърбия, от 2001
- Острава, Чехия, от 2001
- Пловдив, България, от 2000
- Раахе, Финландия, от 1987
- Ръжешов, Полша, от 1991
- Санкт Петербург, Русия, от 1995
- Ужгород, Украйна, от 1993

### Прешов[2]
- Бругерио, Италия
- Габрово, България[3]
- Керацини, Гърция
- Ла Корнвю, Франция
- Мукачево, Украйна
- Ниредхаза, Унгария
- Нови Сонч, Полша [4]
- Питсбърг, САЩ
- Прага, Чехия
- Ремшайд, Германия

### Жилина
- Белско-Бяла, Полша
- Благоевград, България
- Днипро, Украйна
- Гродно, Беларус
- Есен, Белгия
- Кикинда, Сърбия
- Копер, Словения
- Корби, Англия
- Котону, Бенин
- Нантер, Франция
- Ферара, Италия
- Ханя, Гърция
- Чангчун, Китай
- Бургас, България

### Банска Бистрица[5]
- Алба, Италия, от 1967
- Дърам, Великобритания, от 1967
- Храдец Кралове, Чехия, от 1967
- Шалготарян, Унгария, от 1967
- Тула, Русия, от 1967
- Херцлия, Израел, от 1995
- Лариса, Гърция, от 1995
- Монтана, България, от 1995
- Търнобжег, Полша, от 1995
- Задар, Хърватия, от 1995
- Асколи Пичено, Италия, от 1998
- Халберщат, Германия, от 1998
- Дабаш, Унгария, от 2000
- Будва, Черна Гора, от 2001
- Радом, Полша, от 2001
- Ковачица, Сърбия, от 2002
- Вършац, Сърбия, от 2004
- Сент Етиен, Франция, от 2006

### Комарно
- Бланско, Чехия
- Комаром, Унгария
- Кралупи над Вълтава, Чехия
- Лието, Финландия
- Себеш, Румъния
- Терезин, Чехия
- Вайсенфелс, Германия

### Липтовски Микулаш
- Опава, Чехия
- Кишкьорьош, Унгария
- Каламария, Гърция
- Галанта, Словакия
- Кеми, Финландия
- Словенске Конице, Словения

### Галанта
- Микулов, Чехия
- Пакс, Унгария
- Тоткомлос, Унгария
- Кечкемет, Унгария
- Липтовски Микулаш, Словакия
- Бечей, Сърбия

### Сенец
- Мошонмагьоровар, Унгария
- Парндорф, Австрия
- Сен, Хърватия